# Comelico Superiore
Comelico Superiore (vènet Comełico Soverior) és un municipi italià, dins de la província de Belluno. L'any 2007 tenia 2.371 habitants. Limita amb els municipis d'Auronzo di Cadore, Danta di Cadore, Kartitsch (AT-7), San Nicolò di Comelico, Sexten (BZ)

## Administració
| Període | Identitat               | Partit        |
| ------- | ----------------------- | ------------- |
| 2004-   | Luca De Martin Topranin | Llista cívica |